# Euronews (русская версия)
Euronews (рус. Евронью́с, букв. Евроновости) — русскоязычная версия европейского ежедневного круглосуточного информационного телеканала Euronews. Существует с осени 2001 года.

## История
С 1995 года телеканал Euronews в России ретранслировался операторами платного телевидения «Космос-ТВ» (с частичным синхронным переводом передач) и «НТВ-Плюс» (версии на английском, французском и немецком языке без перевода на русский). Соглашение о сотрудничестве России с Euronews было достигнуто 29 июня 2001 года. Всероссийская государственная телевизионная и радиовещательная компания купила 1,8 % акций в консорциуме Secemie и вошла в число акционеров канала. Подготовка вещания на русском заняла порядка 6 недель.
В июле 2001 года президент России Владимир Путин на своей первой большой пресс-конференции говорил о вещании канала «Euronews» как о свидетельстве открытости России и отсутствия информационных барьеров. Осенью того же года первая группа российских журналистов приехала во Францию, сформировав новую команду европейского телеканала.
Русская редакция Euronews впервые вышла в общедоступный эфир в 0:15 мск в тестовом режиме в ночь с 11 на 12 сентября 2001 года на телеканале РТР с синхронным переводом. На спутниковом ТВ начала вещать 17 сентября 2001 года, в эфирном телевидении — со 2 октября 2001 по 3 сентября 2017 года на частотах телеканала «Телеэкспо», ранее осуществлявшего вещание программ «MTV Россия» (33 ТВК в Москве, в дневное и вечернее время занимаемый телеканалом «Культура»). Поначалу он был доступен только для зрителей Москвы и Подмосковья по лицензии МТК «Телеэкспо», перекрывая часть утренних передач телеканала «Культура». Только с осени 2002 года Euronews начал вещать строго до начала вещания телеканала «Культура» в 10 часов утра. До 2002—2003 годов все рекламные ролики на русской версии Euronews на 33 ТВК были на английском или французском языке, примерно с середины 2002 года на Euronews стала появляться и российская коммерческая реклама, изначально перекрывавшая часть рубрик и перебивки, а в 2003—2017 годах — оригинальную рекламу.
Лицензия «Телеэкспо» истекла 8 июня 2003 года, о чём свидетельствовали регистрационная карточка телеканала как СМИ, исчезновение из ряда печатных изданий выделенного под «Euronews» отдельного столбца (начиная с 30 сентября 2002 года) и начало публикации его утреннего блока с июля 2003 года как отдельной программы в сетке вещания телеканала «Культура» (о ночном блоке существовали только косвенные упоминания).
В Москве как отдельный телеканал с логотипом «Евроновости» вещал с октября 2005 по май 2013 года на 25 ТВК (503,25 МГц) согласно лицензии ОАО «Европейской Вещательной Компании» (полное наименование СМИ: «Евроновости») на осуществление телевизионного вещания № 14539, которая действовала с 23 января 2009 по 9 марта 2014. На данный момент телеканал «Евроновости» вещается в ряде спутниковых и кабельных сетей только на территории России. Программы телеканала «Евроновости» транслируются с 6:00 до 3:00, а остальное время было отведено под программы другого содержания.
В соответствии с решением мажоритарного акционера ОАО «Европейская Вещательная Компания» должна была прекратить эфирное вещание телеканала «Евроновости» на частоте 25 ТВК в Москве и Московской области с 15 мая 2013 года, однако вещание на 25 ТВК было продлено до конца мая. Телеканал прекратил вещание на 25 ТВК 1 июня 2013 года, уступив место телеканалу «360°» (ранее — «Подмосковье»).
14 августа 2014 года Национальный совет Украины по вопросам телевидения и радиовещания распорядился прекратить вещание русскоязычного Euronews на территории своей страны, при этом первый заместитель председателя Нацсовета Ольга Герасимьюк назвала канал инструментом российской пропаганды в связи с тем, что на нем работают журналисты из России.
С 15 января 2015 года Euronews вещает в дополнительном мультиплексе Москвы на 6-й позиции с 12:00 до 0:00.
С 24 мая 2017 года все надписи и тексты в плашках в эфире телеканала стали русскоязычными (в рамках глобального изменения стратегии вещания на Euronews, когда практиковавшийся ранее единый видеопоток на нескольких языках стал заменяться на 12 самостоятельных телеканалов со своим собственным видеорядом и набором программ).
С осени 2017 года блок Euronews полностью исключён из сетки вещания телеканала «Культура», вместо него стали транслироваться собственные программы. Директор Дирекции международных отношений ВГТРК Пётр Фёдоров пояснил необходимость такого решения архаичностью формата вещания «канал в канале», переходу аудитории блока на просмотр канала через интернет или с помощью гаджетов, а также просьбами главного редактора «Культуры» Сергея Шумакова. Среди других причин называется обстоятельство, что «Культура», вынужденная делить эфирное время с Euronews, якобы теряла аудиторию, а также зарубежный опыт организации вещания канала (на тот момент, по словам сторонников этого мнения, ни в одной стране мира вещание Euronews не предоставлялось бесплатно на центральном канале).
21 марта 2022 года Роскомнадзор ограничил доступ к телеканалу и сайту «Euronews» на территории России. Причиной ограничения доступа стало «систематическое размещение недостоверной общественно значимой информации о проводимой Вооруженными Силами Российской Федерации специальной военной операции, а также информации с призывами к участию граждан в массовых (публичных) мероприятиях, проводимых с нарушением установленного порядка на территории Российской Федерации». В этот же день сигнал телеканала «Евроновости», на котором велась ретрансляция телеканала «Euronews» на русском языке, был принудительно заменён на телеканал «Россия-24».
7 апреля 2022 года на частотах телеканала «Евроновости» начал вещание телеканал «Соловьёв Live». Его тематика заявлена как информационно-политическая, общественно-политическая, публицистическая и социально-экономическая.
Русскоязычная версия «Euronews» продолжает вещание на крупнейших международных спутниковых платформах, в сети и на видеохостинге «YouTube».

## Редакционная политика
В интервью «Коммерсанту» президент телекомпании Филипп Кейла констатирует[когда?]:

— Как крупный акционер ВГТРК, конечно, активно участвует в работе Euronews. Российская компания входит в совет директоров, и все важные управленческие решения принимаются, в том числе и с её согласия. Это касается бизнес-плана, бюджета и каких-то организационных функций компании. Что касается журналистской работы Euronews, редакционной политики телеканала, то, конечно, она остаётся независимой от интересов всех акционеров. Ни ВГТРК, ни любая другая компания-акционер не влияет на освещение событий в эфире Euronews.

Вместе с тем, в этом же интервью Кайла фактически признает, что попытки повлиять на журналистов русской редакции имеют место[когда?]. В частности, он говорит:

— Я знаю, что журналисты нашей русской службы получают звонки из Москвы, и им выказывалось некоторое недовольство теми или иными сюжетами. А я лично, например, получил письмо из российского МИДа по поводу того, что Euronews не так освещал позицию России в Косово. Российский МИД хотел, чтобы мы более подробно рассказали о позиции вашей страны в Косово.

При сравнениях разных языковых версий одного и того же сюжета некоторые критики исходят из распространённого ошибочного представления о том, что русская версия является якобы переводом с некоего английского оригинала. В действительности все языковые версии каждого новостного сюжета создаются параллельно, не являются переводом с какого-то оригинала, равноценны и не сверяются друг с другом. Такая схема работы позволяет Euronews при сохранении оперативности подачи информации адаптировать её к уровню подготовки и интересам конкретной языковой аудитории. При этом все языковые журналистские команды, включая русскую, работают вместе и следуют единой редакционной политике, изложенной в уставе Euronews.

## Критика
В российской прессе высказывались сомнения относительно объективности и непредвзятости комментариев русской команды Евроньюс по острым политическим вопросам — разные издания противоположной политической направленности находили в эфире Euronews поддержку своих идеологических оппонентов. В одной из публикаций вопросы вызывало то, что на интернет-сайте телеканала иногда появляются расширенные версии текстов по сравнению с ограниченными хронометражом эфирными сюжетами.
20 мая 2016 года МИД РФ обвинил Euronews во лжи из-за преувеличения числа депортированных крымских татар в годы Великой Отечественной войны. Вместо 200 тыс. депортированных канал заявил о 2 млн. Впоследствии Euronews скорректировал цифру депортированных.
16 октября 2016 года российский канал vesti.ru (расследование Евгения Поддубного) обвинил Euronews в создании «антироссийской фальшивки о Сирии», где сирийскую девочку Айю выдали за жертву российской бомбардировки Алеппо.
Спустя три года (23 мая 2019 года) Мария Захарова высказала мнение о трансляции каналом «непроверенной» информации об имевшем место скандале в Австрии, в котором была замечен бывший канцлер Штрахе и некая гражданка Латвии, названная 18 мая «племянницей российского олигарха».

Мария Захарова: Телеканал в очередной раз ретранслировал непроверенную, не соответствующую действительности информацию, где одно из главных действующих лиц вдруг неожиданно превратилось в россиянку.